# Dąbrowa Białostocka (gemeente)
De gemeente Dąbrowa Białostocka is een stad- en landgemeente in het Poolse woiwodschap Podlachië, in powiat Sokólski.
De zetel van de gemeente is in Dąbrowa Białostocka.
Op 30 juni 2004 telde de gemeente 12.939 inwoners.

## Oppervlaktegegevens
In 2002 bedroeg de totale oppervlakte van gemeente Dąbrowa Białostocka 263,95 km², waarvan:
- agrarisch gebied: 75%
- bossen: 16%

De gemeente beslaat 12,85% van de totale oppervlakte van de powiat.

## Demografie
Stand op 30 juni 2004:
| Omschrijving                   | Totaal | Totaal | Vrouwen | Vrouwen | Mannen | Mannen |
| ------------------------------ | ------ | ------ | ------- | ------- | ------ | ------ |
| eenheid                        | aantal | %      | aantal  | %       | aantal | %      |
| inwoners                       | 12.939 | 100    | 6.507   | 50,3    | 6.432  | 49,7   |
| bevolkingsdichtheid (inw./km²) | 49     | 49     | 24,7    | 24,7    | 24,4   | 24,4   |

In 2002 bedroeg het gemiddelde inkomen per inwoner 1.231,35 zł.

## Plaatsen
Sołectwa: Bagny, Bity Kamień, Brzozowo, Brzozowo-Kolonia, Grabowo, Grodziszczany, Grzebienie, Hamulka, Harasimowicze, Harasimowicze-Kolonia, Jaczno, Jałówka, Nowa Kamienna, Stara Kamienna, Stara Kamienna-Kolonia, Kirejewszczyzna, Kropiwno, Krugło, Kuderewszczyzna, Lewki, Łozowo, Łozowo-Kolonia, Małowista, Małyszówka, Małyszówka-Kolonia, Miedzianowo, Mościcha, Nierośno, Nowa Wieś, Nowinka, Olsza, Osmołowszczyzna, Ostrowie, Ostrowie-Kolonia, Pięciowłóki, Podbagny, Reszkowce, Sadek, Sadowo, Sławno, Stock, Suchodolina, Szuszalewo, Trzyrzeczki, Wesołowo, Wiązówka, Wroczyńszczyzna, Zwierzyniec Mały, Zwierzyniec Wielki, Dąbrowa Białostocka.
Overige plaatsen: Brzozowy Borek, Czarnorzeczka, Kaszuba, Nowa Kamienna, Ostrowo, Pogorzałe, Prohalino, Różanystok, Stara Kamienna, Zujkowszczyzna.

## Aangrenzende gemeenten
Janów, Lipsk, Nowy Dwór, Sidra, Suchowola, Sztabin